# Cophixalus infacetus
Cophixalus infacetus är en groddjursart som beskrevs av Richard G. Zweifel 1985. Cophixalus infacetus ingår i släktet Cophixalus och familjen Microhylidae. IUCN kategoriserar arten globalt som livskraftig. Inga underarter finns listade i Catalogue of Life.